# Margherita Colonna
Margherita Colonna (Palestrina, 1255 - Palestrina, 30 de diciembre de 1280), fue una monja italiana, proclamada beata por el Papa Pío IX.

## Hagiografía
Nacida de la noble familia romana de los Colonna, pronto quedó huérfana y fue confiada al cuidado de los hermanos Giovanni y Giacomo. Destinada a una boda prestigiosa, se retiró en 1273 a Castel San Pietro, cerca de Palestrina, en la iglesia de Santa Maria della Costa. Allí vivió durante algunos años siguiendo la regla de San Francisco dictada por Urbano IV, ayudando a los pobres y enfermos y provocando escándalo en la familia. Sin embargo, apoyada por su hermano Giacomo, cardenal desde 1278, fundó un convento en Palestrina, instruyendo al campo y continuando su labor de caridad hacia los más necesitados, por quienes agotó por completo su patrimonio personal.
Golpeada por una enfermedad, pronto adquirió una reputación como hacedora de milagros. Cayó en éxtasis varias veces y sufrió una herida ulcerosa en el costado durante varios años, llevada como un estigma de Cristo.
Después de su muerte en 1288, su tumba pronto se convirtió en un destino de peregrinaje. Cuando la comunidad de Clarisas, con autorización del Papa Honorio IV, se trasladó a Roma en 1285, sus restos fueron trasladados al monasterio de San Silvestro in Capite, donde permanecieron hasta 1871. En 1847 el Papa Pío IX la proclamó beata. Hoy las reliquias de los beatos se guardan en la iglesia de Castel San Pietro Romano, cerca del pueblo de Palestrina donde su institución sobrevive en el monasterio de Santa Maria degli Angeli.
En el Calendario de los Santos se recuerda el 30 de diciembre.